# Petricica
Petricica – wieś w Rumunii, w okręgu Bacău, w gminie Strugari. W 2011 roku liczyła 609 mieszkańców.